# HD 181558
HD 181558，又名BD-19 5412，SAO 162511、HR 7339，是一颗恒星，视星等为6.26，位于銀經18.74，銀緯-15.1，其B1900.0坐标为赤經19h 15m 45.5s，赤緯-19° -15.1′ 17″。